# Ергонім
Ергонім — різновид онімів, що позначає власні назви різноманітних установ, закладів, магазинів. Також ергонімами називають власні назви, які стосуються різноманітних організацій та спілок чи інших об'єднань людей.

## Вираження ергонімів
Ергонім може бути представлений іменником, прикметником, прикметниково-іменниковою («Соціальний магазин. Для людей»), іменниково-іменниковою («Світ подарунків») конструкціями, прийменниково-іменниковою конструкцією («Для дітей») і т. д.

## Дослідження ергонімів
На жаль, вони не є детально дослідженими в сучасній українській літературній мові. Але тим не менш, вивчення ергонімів є актуальним дослідженням у лінгвістичній сфері, що зумовлене словотворчими особливостями, специфікою функціонування та психологічним впливом на людину. Ергонімія є актуальною наукою, просто, на жаль, не надто поширена серед мовознавців, щоб можна було про неї говорити, як про багатовікову науку. Але вона тільки починає розвиватись, особливо це стало помітно на початку XX століття, коли в Україні почали створювати різноманітні підприємства та заклади, що призвело до масового утворення нових цікавих назв, вартих уваги мовознавців. Ергонімія зараз перебуває на стадії розвитку. За останні роки в українському мовознавстві з'явилося багато праць про найменування фірм, організацій торгівлі, банків, різноманітних установ, підприємств.
Регіональна ергонімія стала об'єктом комплексного дослідження порівняно недавно, тому й існує невизначеність у номінації цієї лінгвістичної одиниці та різне трактування її теоретичних основ. Як відомо, цей термін було введено Н. Подольською.
Ергонімія — це найменш досліджена група лексики, вивчення якої розпочалось наприкінці 60-х — на початку 70-х рр. XX ст. На жаль, стан вивчення вітчизняної ергонімії, різко дисонує з кількісним і якісним їх різноманіттям. Ергоніми потребують, безумовно, певної систематизації та детальнішого розгляду, як одного з різновидів онімів.

## Актуальність вивчення ергонімів
Урбанізація суспільства та модернізація інфраструктури призвели до утворення маси нових технічних підприємств, установ, різноманітних закладів, кожен з яких має певну назву. Ергоніми є невід'ємною частиною щоденного спілкування. Вони відображають настрої у суспільстві, вподобання людей; є лінгвістичним обличчям того чи іншого міста. Саме тому ергонімію вважають динамічною наукою і тою, яка тільки починає розвиватись. Актуалізація дослідження ергонімів зумовлена стрімким збільшенням даного класу пропріальної лексики у 20 столітті.

## Історія терміна «ергонім»
Крім терміна ергонім різні дослідники для позначення об'єднань людей пропонували такі терміни, як ергонізм, урбонім, урбанонім, ктематонім, фірмонім, ойкодомонім, мікротопонім.
В. О. Суперанська виділяє власні назви комплексних об'єктів, серед яких окремий підрозділ становлять назви підприємств, установ, об'єднань.
Такі мовознавці, як Б. Букчина, Г. Золотова, І. Долгачов, В. Ткачук та ін. не використовують конкретний термін, а лише називають ергонімні об'єкти власне назвами підприємств, установ тощо. Деякі дослідники пропонують терміни рекреаційно-ділова назва, рекламне ім'я, значно розширюючи цю групу лексики за рахунок позначень товару (прагматонімів), засобів масової інформації (гемеронімів), транспортних засобів (парейонімів).

## Способи утворення ергонімів
Поширеним способом утворення ергонімів є трансонімізація — перехід власної назви з одного класу до іншого. Вони можуть переходити у ергоніми з топонімів, історичних топонімів, антропонімів, міфонімів, фітонімів і т. д. Також поширеним способом є онімізація — використання апелятива у функції ергоніма Тобто переходити до розряду можуть лексеми, які належать до різних тематичних груп, що в першу чергу визначається сферою діяльності відповідної компанії. Всі випадки онімізації ми поділяємо на метонімію, метафору та символізацію. Ергоніми можуть виникати не лише внаслідок зміни семантики тих чи інших слів, але й шляхом складання слів («Фото-хата»). Найбільше такий спосіб поширений серед найменувань різноманітних банків, підприємств («Приватбанк», «Укрексімбанк» тощо). Серед ергонімів рідше зустрічаються абревіатури ініціального характеру («R&R», «Relax room»).

## Класифікація ергонімів
У фундаментальній праці М. М. Торчинського створено детальну денотатно-номінативну класифікацію ергонімів, причому сам термін дефінується наступним чином: «Ергонім — ВН постійних або тимчасових об'єднань людей». Зокрема вчений підкреслює, що такі об'єднання є не лише діловими, а будь-якими.
Загалом, зважаючи на мотивованість чи немотивованість назви, розрізняють вмотивовані ергоніми та невмотивовані.

## Функції ергонімів
Ергонім може виконувати не так інформативну («Косметичка», «Оригінальні подарунки»), як ідеологічну, експресивну («Біла ворона», «Zefir in chocolate») чи апелятивну функції. Рідше ергонім виконує персуазивно-маніпулятивну функцію («De luxe», «Лідер»). Персуазивно-маніпулятивна функція дещо нав'язує позитивну оцінку закладу. Кожен власник, звісно, хоче створити такий ергонім, який би викликав у адресата певні почуття, який би міг його зацікавити.